# Festuca urubambana
Festuca urubambana är en gräsart som beskrevs av Stancík. Festuca urubambana ingår i släktet svinglar, och familjen gräs. Inga underarter finns listade i Catalogue of Life.